# アレッサンドリア
アレッサンドリア（イタリア語: Alessandria ( 音声ファイル)）は、イタリア共和国ピエモンテ州南部の都市で、その周辺地域を含む人口約9万3000人の基礎自治体（コムーネ）。アレッサンドリア県の県都である。

## 概要
ピエモンテ州では州都トリノ、ノヴァーラに次ぎ、州内第3位のコムーネ人口を有する。

### 名称
標準イタリア語以外の言語では以下の名称を持つ。
- ピエモンテ語: Lissandria

## 地理

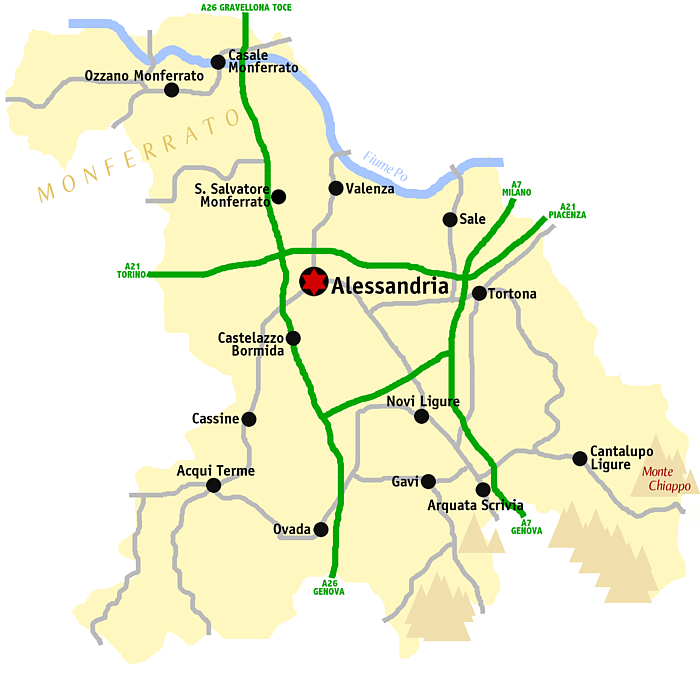
アレッサンドリア県概略図

### 位置・広がり
アレッサンドリア県中部のコムーネ。アスティの東約32km、ノヴァーラの南約60km、ジェノヴァの北北西約62km、州都トリノの東南東約75km、ミラノの南西約77kmに位置する。

### 隣接するコムーネ
- アッルヴィオーニ・ピオーヴェラ
- ボスコ・マレンゴ
- カステッラッツォ・ボルミダ
- カステッレット・モンフェッラート
- フルガローロ
- モンテカステッロ
- オヴィーリオ
- ペチェット・ディ・ヴァレンツァ
- ピエトラ・マラッツィ
- クアルニェント
- サーレ
- サン・サルヴァトーレ・モンフェッラート
- ソレーロ
- トルトーナ
- ヴァレンツァ

### 地震分類
イタリアの地震リスク階級 (it) では、3 に分類される
。

## 歴史
7世紀半ばには既にチヴィタス・ノヴァ（Civitas Nova）の名で定住地が成立していた。正式にコムーネができたのは1168年で、ローマ教皇アレクサンデル3世にちなんで名付けられた。
ナポレオン戦争中の1800年には、郊外のマレンゴ（アレッサンドリアの分離集落、スピネッタ・マレンゴ）付近でマレンゴの戦いが行われている。

## 行政

### 分離集落
アレッサンドリアには、以下の分離集落（フラツィオーネ）がある。
- Astuti, Cabanette, Cantalupo, Casalbagliano, Cascinagrossa, Castelceriolo, Gerlotti, Litta Parodi, Lobbi, Mandrogne, San Giuliano Nuovo, San Giuliano Vecchio, San Michele, Spinetta Marengo, Valmadonna, Valle San Bartolomeo, Villa del Foro

## 経済

### 本社･拠点を置く企業
当地に本社を置く企業には、ボルサリーノ（帽子メーカー）、AGV（ヘルメットメーカー）などがある。

## 文化

### スポーツ

#### サッカー
プロサッカークラブのUSアレッサンドリア・カルチョ1912が本拠を置く。

#### モータースポーツ
自動車レーシングチームのフォルティ・コルセが当地に本拠ファクトリーを置き、1995年と1996年にF1世界選手権に参戦した。

## 対外関係

### 姉妹都市･提携都市
- アルジャントゥイユ、フランス
- イェリコ、パレスチナ
- フラデツ・クラーロヴェー、チェコ共和国
- カルロヴァツ、クロアチア
- ロサリオ、アルゼンチン
- アルバ・ユリア、ルーマニア

## 出身･関連著名人

### 著名な出身者
- ウンベルト・エーコ - 哲学者・小説家。
- ヴァレリア・ストラーネオ - 陸上競技選手。
- ジャンニ・リベラ - サッカー選手。

## ギャラリー

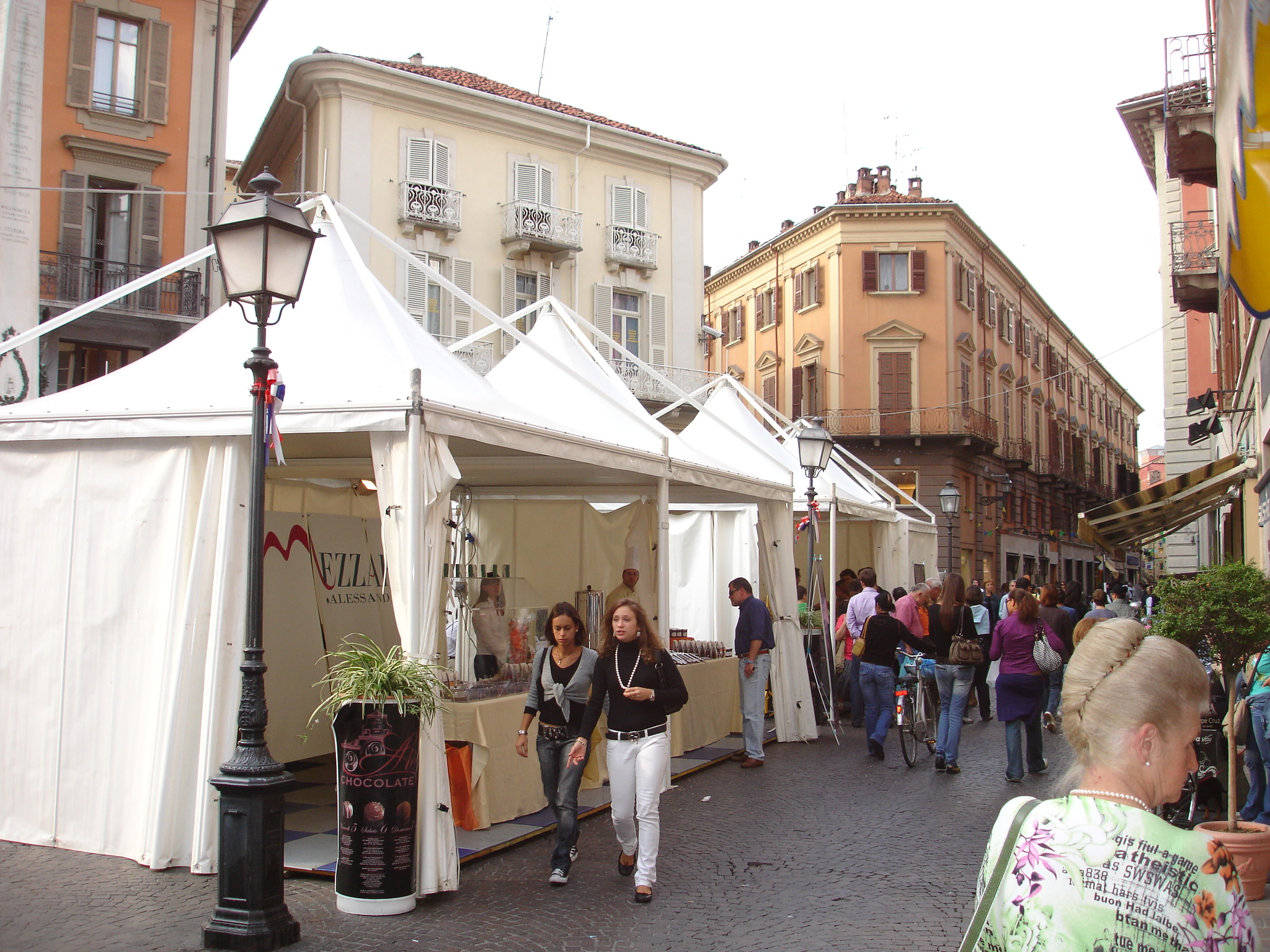
中心部リベルタ広場の市場
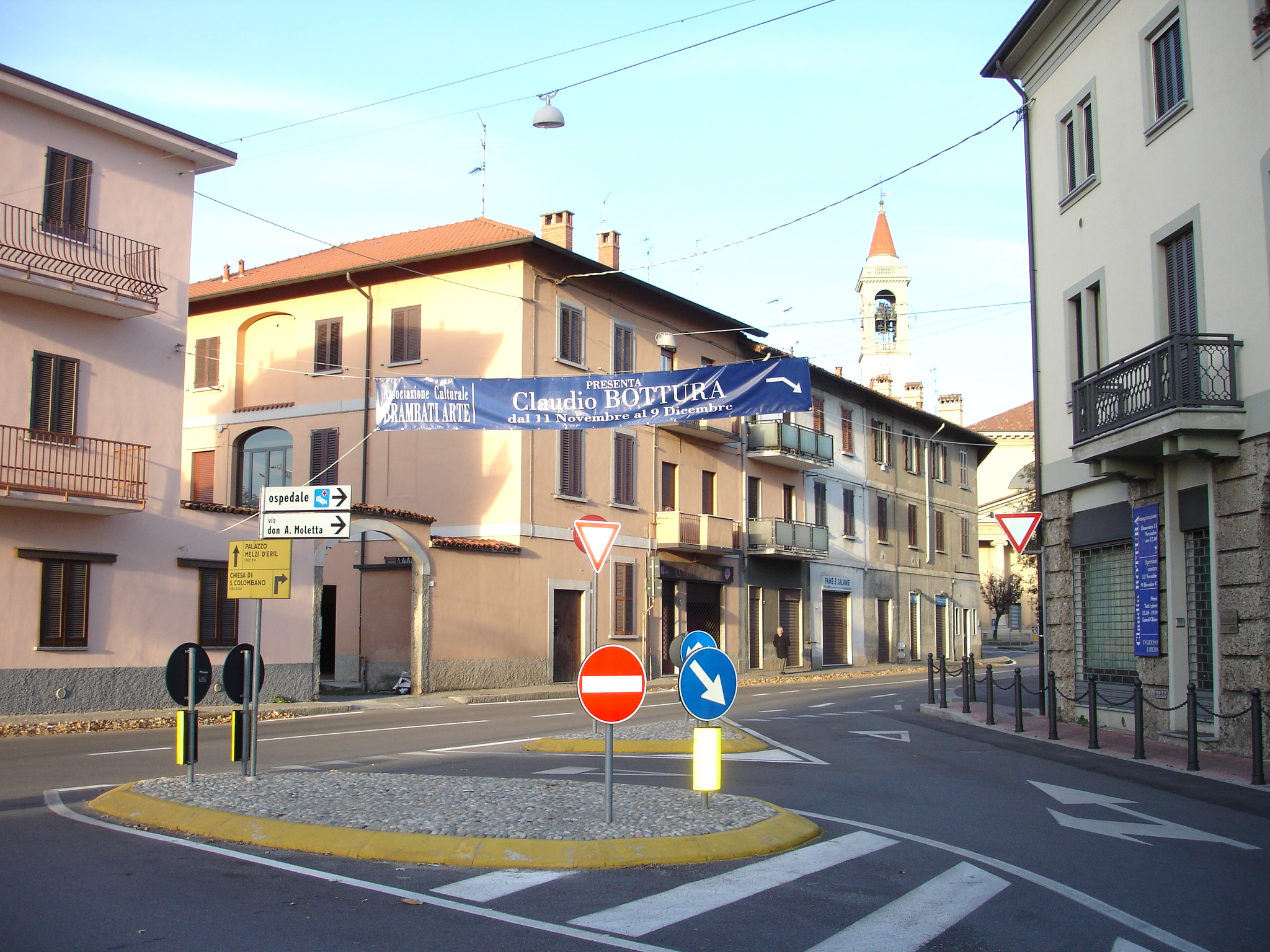
市街地の路地
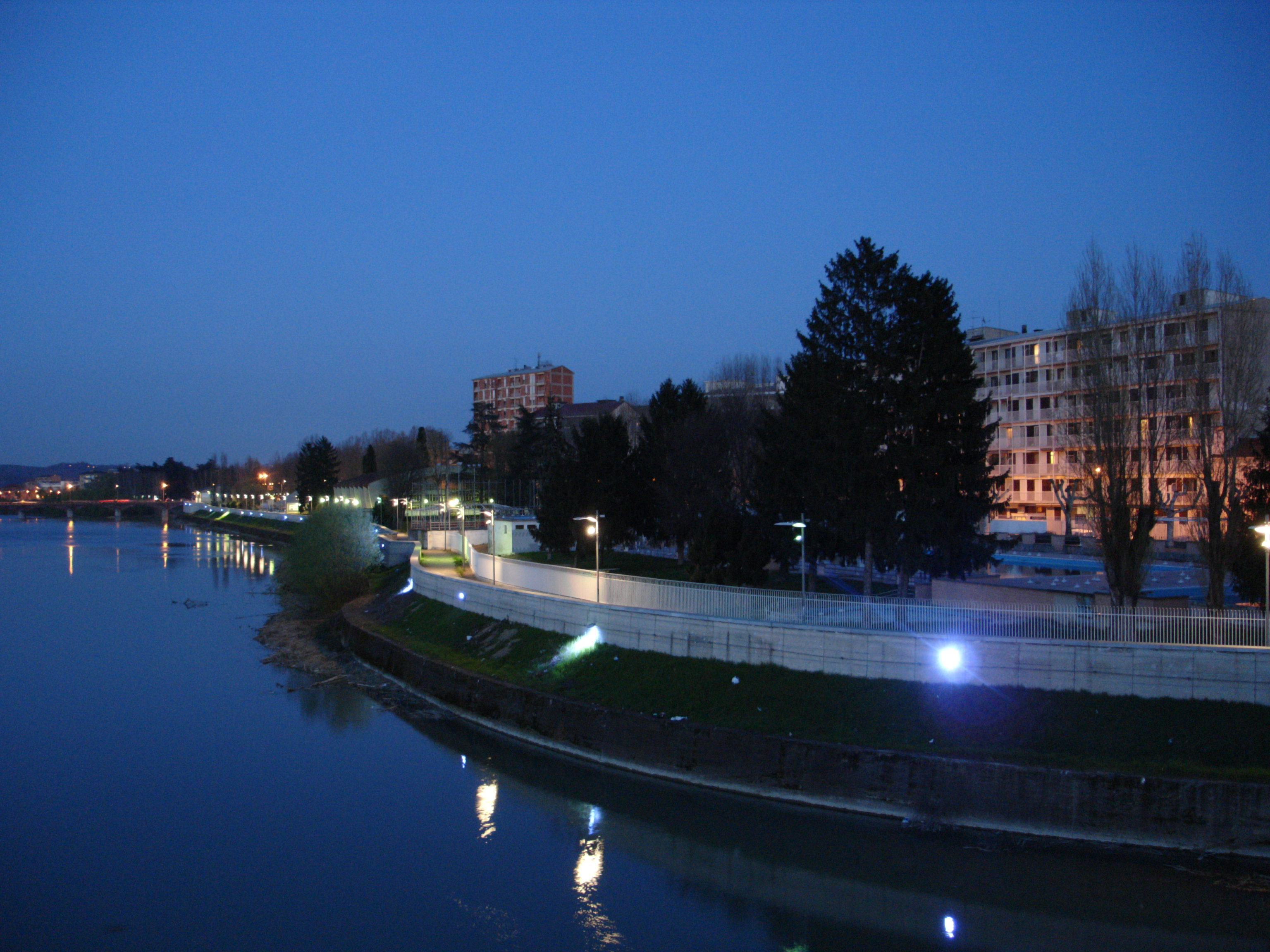
タナロ川沿いから見たアレッサンドリア
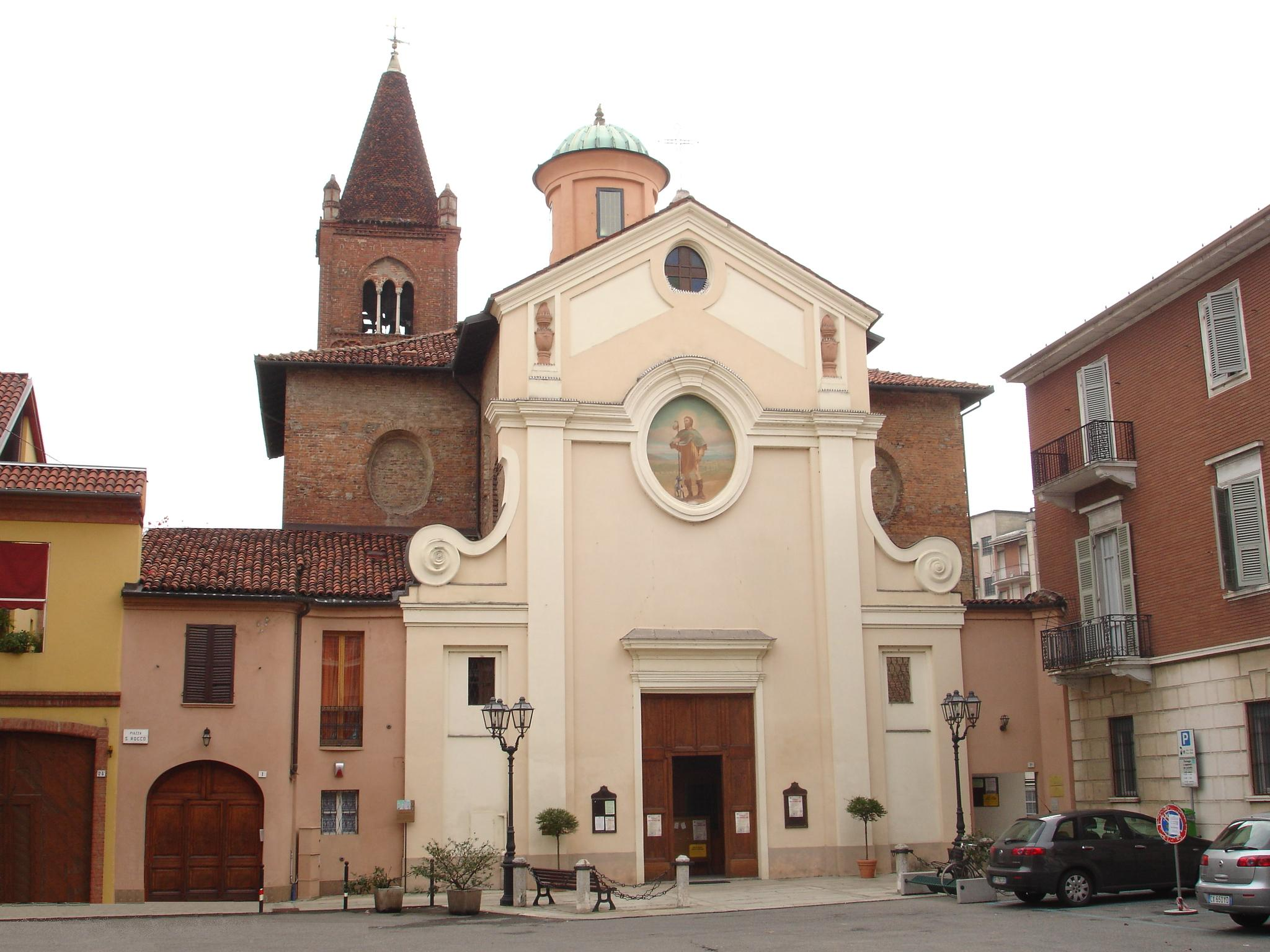
アレッサンドリアのドゥオーモ